# 伊赫拉瓦
伊赫拉瓦（捷克語發音：[ˈjɪɦlava] ⓘ），旧称伊格劳（德語：Iglau，德語發音：[ˈiːɡlaʊ̯] ⓘ）是位於捷克中部的一個城市。位於波希米亞和摩拉維亞之間。伊赫拉瓦是維索基納州的首府所在地。伊赫拉瓦是捷克歷史最為古老的礦業城市。較庫特納霍拉還早了50年。